# Seznam holandských hrabat

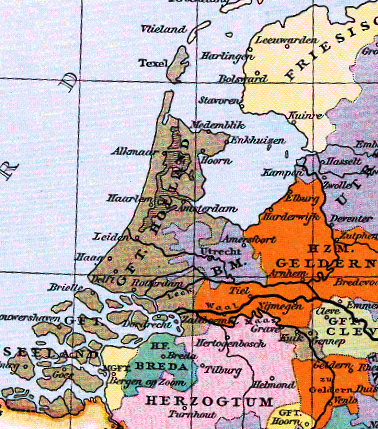
Mapa Holandského hrabství okolo roku 1400

Seznam holandských hrabat obsahuje chronologicky řazená jména pánů, kteří spravovali oblast Kennemerlandských dun a později také další připojená území, vč. Zélandského hrabství.
Za vlády Karla Velikého byla jeho rozsáhlá říše, vč. území pozdějšího Holandského hrabství, rozdělena na správní jednotky, zvané pagusy resp. gouweny. V čele každého gouwenu stál určený vazal, jemuž náležel titul hrabě (comes), a na daném území zabezpečoval uplatňování říšského práva a odvod poplatků císaři.
Po smrti Karla Velikého došlo k mocenským bojům mezi dědici. Přímořské oblasti říše byly navíc sužovány nájezdy Vikingů.
Za prvního hraběte bývá označován Gerulf Holandský. Po vymření Gerulfových potomků přešla vláda na dynasticky spřízněná henegavská hrabata, skrze sňatek Adelaidy Holandské se synem flanderské a henegavské hraběnky Markéty II./I., zvané Černá. Po necelých padesáti letech vlády vymřela po meči také henegavská hrabata a obě hrabství přešla na mladšího syna císaře Ludvíka IV. Bavora z rodu Wittelsbachů. V roce 1433 pak poslední hraběnka z tohoto rodu Jakoba nuceně postoupila území vévodům burgundským.
Zájmy holandských hrabat se často střetávaly se zájmy utrechtských biskupů.

## Hrabata

### Gerulfovci(885 – 1299)
| #  | Jméno                 | Portrét | Vláda       | Poznámky                                                                            |
| -- | --------------------- | ------- | ----------- | ----------------------------------------------------------------------------------- |
| 1  | Gerulf                |         | asi 885-889 | uděleno králem Arnulfem                                                             |
| 2  | Dětřich I.            |         | asi 916-939 | uděleno králem Karlem Holým                                                         |
| 3  | Dětřich II.           |         | asi 939-988 |                                                                                     |
| 4  | Arnulf                |         | 988-993     |                                                                                     |
| 5  | Dětřich III.          |         | 993-1039    |                                                                                     |
| 6  | Dětřich IV.           |         | 1039-1049   | rozšíření území k Heusdenu * konflikt s utrechtskými biskupy zavražděn              |
| #  | Jméno                 | Portrét | Vláda       | Rodiče                                                                              |
| 7  | Floris I.             |         | 1049-1061   | bratr Dětřicha IV.                                                                  |
| 8  | Dětřich V.            |         | 1061-1091   | dobytí území anektovaných utrechtským biskupstvím připojení jihoholandských ostrovů |
| 9  | Floris II.            |         | 1091-1121   |                                                                                     |
| 10 | Dětřich VI.           |         | 1121-1157   |                                                                                     |
| 11 | Floris III.           |         | 1157-1190   |                                                                                     |
| 12 | Dětřich VII.          |         | 1190-1203   |                                                                                     |
| #  | Jméno                 | Portrét | Vláda       | Rodiče                                                                              |
| 13 | Vilém I.              |         | 1203-1222   | loonská válka syn Florise III.                                                      |
| 13 | Ada Ludvík z Loonu    |         | 1203-1213   | loonská válka dcera Dětřicha VII.                                                   |
| 14 | Floris IV.            |         | 1222-1234   |                                                                                     |
| 15 | Vilém II.             |         | 1234-1256   | od roku 1248 také římský král zabit v bitvě proti Frísům u Hoogwoudu                |
| 16 | Floris V. Bůh sedláků |         | 1256-1296   | připojení území Frísů zavražděn u Muidenrbergu                                      |
| 17 | Jan I.                |         | 1296-1299   |                                                                                     |

## Dynastie Avesnes(1299 – 1351)
| # | Jméno      | Portrét | Vláda     | Poznámky |
| - | ---------- | ------- | --------- | --- |
| 1 | Jan II.    |         | 1299-1304 | syn henegavského (spolu)hraběte Jana a Aleida Holandská, dcery Florise IV. |
| 2 | Vilém III. |         | 1304-1337 | také henegavský hrabě jako Vilém I. |
| 3 | Vilém IV.  |         | 1337-1345 | také henegavský hrabě jako Vilém II. padl při tažení proti Frísům |
| 4 | Markéta I. |         | 1346-1351 | dcera Viléma III. a manželka císaře Ludvíka IV. po smrti Viléma IV. udělil císař hrabství své manželce, což v hrabství vyvolalo odpor a guvernérem se stal její syn konflikt se synem Ludvíkem V. |

## Dynastie Wittelsbašská(1299 – 1351)
| #                    | Jméno               | Portrét | Vláda        | Poznámky                                                                   |
| -------------------- | ------------------- | ------- | ------------ | -------------------------------------------------------------------------- |
| 1                    | Vilém V.            |         | 1351-1358/89 | také henegavský hrabě jako Vilém III. také zeelandský hrabě jako Vilém IV. |
| 2                    | Albrecht I.         |         | 1358/89-1404 | do roku 1389 jako regent za choromyslného bratra                           |
| 3                    | Vilém VI.           |         | 1404-1417    | také henegavský hrabě jako Vilém IV. také zeelandský hrabě jako Vilém V.   |
| 1417-1428 boje o moc |                     |         |              |                                                                            |
| 4                    | Jakoba              |         | 1417-1428    | jmenována také jako Jacquelina dcera Viléma VI.                            |
| 4                    | Jan III. Nelítostný |         | 1418-1425    | také bavorsko-straubinský vévoda syn Albrechta I.                          |
| 1428 Delfský mír     |                     |         |              |                                                                            |